# Mindaugas Veržbickas
Mindaugas Veržbickas (ur. 8 września 1990 w Wiłkomierzu) – litewski zawodnik MMA oraz judoka. Brązowy medalista Mistrzostw Litwy U20 w judo w kat. U81 kg z 2008 oraz brązowy medalista Mistrzostw Europy w sambo z 2019.

## Kariera
Stylem bazowym Litwina jest judo. Od 2010 walczy w mieszanych sztukach walki.

## Osiągnięcia
- 2008: Brązowy medalista Mistrzostw Litwy U20 w judo w kat. U81 kg (Kowno)[2]
- 2013: Mistrz Bushido w wadze półśredniej
- 2019: Brązowy medalista Mistrzostw Europy w sambo 2019(inne języki) (Gijón)[2]

## Lista zawodowych walk MMA
| Wynik     | Bilans | Przeciwnik                   | Rozstrzygnięcie                             | Runda | Czas | Rozgrywki                                 | Data       | Miejsce           | Uwagi                                               |
| --------- | ------ | ---------------------------- | ------------------------------------------- | ----- | ---- | ----------------------------------------- | ---------- | ----------------- | --------------------------------------------------- |
| Wygrana   | 18-8-2 | Abner Lloveras (22-12-1)     | Poddanie                                    | 3     | 1:25 | Blade Fights 1                            | 04.02.2023 | Kowno             |                                                     |
| Przegrana | 17-8-2 | Aleksander Butenko (51-17-3) | Decyzja (jednogłośna)                       | 3     | 5:00 | ACA 128: Goncharov vs. Omielańczuk        | 11.06.2021 | Kazań             |                                                     |
| Wygrana   | 17-7-2 | Kamil Oniszczuk (7-0)        | Decyzja (jednogłośna)                       | 3     | 5:00 | ACA 109: Haratyk vs. Strus                | 20.08.2020 | Łódź              |                                                     |
| Przegrana | 16-7-2 | Adam Aliew (8-4)             | Decyzja (jednogłośna)                       | 3     | 5:00 | ACA 100: Part 1                           | 04.10.2019 | Grozny            |                                                     |
| Wygrana   | 16-6-2 | Corey Nelson (20-6-2)        | Poddanie (duszenie gilotynowe)              | 1     | 0:44 | ACB 88: Brisbane                          | 16.06.2018 | Brisbane          |                                                     |
| Przegrana | 15-6-2 | Ramazan Kuramagomiedow       | Decyzja (jednogłośna)                       | 3     | 5:00 | ACB 75: Stuttgart                         | 25.11.2017 | Stuttgart         |                                                     |
| Przegrana | 15-5-2 | Szaraf Dawlatmurodow         | Poddanie (duszenie zza pleców)              | 2     | 2:38 | ACB 68: Young Eagles 21                   | 26.08.2017 | Duszanbe          |                                                     |
| Wygrana   | 15-4-2 | Kamil Gniadek                | Poddanie (duszenie brabo)                   | 2     | 1:02 | ACB 63: Celiński vs. Magalhaes            | 01.07.2017 | Gdańsk/Sopot      | Bonus za poddanie wieczoru                          |
| Wygrana   | 14-4-2 | Ibragim Tibiłow              | Poddanie (duszenie zza pleców)              | 3     | 1:05 | ACB 53: Young Eagles 15                   | 18.02.2017 | Olsztyn           |                                                     |
| Przegrana | 13-4-2 | Kamil Szymuszowski           | Decyzja (jednogłośna)                       | 3     | 5:00 | KSW 35: Khalidov vs. Karaoglu             | 27.05.2016 | Gdańsk/Sopot      | Debiut w KSW                                        |
| Wygrana   | 13-3-2 | Wład Popowski                | TKO (ciosy pięściami)                       | 3     | 0:45 | KOK Bushido Championship MMA              | 09.04.2016 | Kiszyniów         | Obronił pas mistrzowski Bushido w wadze półśredniej |
| Wygrana   | 12-3-2 | Paweł Kiełek                 | Poddanie (duszenie zza pleców)              | 1     | 3:32 | FEN 10: Gold Edition                      | 09.01.2016 | Lubin             |                                                     |
| Remis     | 11-3-2 | Alik Tseiko                  | Remis (jednogłośny)                         | 3     | 5:00 | KOK World GP 2015                         | 17.10.2015 | Tallin            |                                                     |
| Wygrana   | 11-3-1 | Albert Odzimkowski           | Poddanie (duszenie trójkątne rękoma)        | 1     | 4:54 | FEN 7: Real Combat                        | 24.04.2015 | Bydgoszcz         | Bonus za poddanie wieczoru. Co-Main Event           |
| Wygrana   | 10-3-1 | Dmitrii Capmari              | Poddanie (duszenie)                         | 4     | 0:25 | King of Kings World GP 2014               | 15.12.2014 | Kiszyniów         |                                                     |
| Wygrana   | 9-3-1  | Karol Szałowski              | Poddanie (duszenie zza pleców)              | 1     | N/A  | Bushido Lithuania - Hero's 2014           | 15.11.2014 | Wilno             | Obronił pas mistrzowski Bushido w wadze półśredniej |
| Przegrana | 8-3-1  | Andrzej Grzebyk              | Decyzja (jednogłośna)                       | 3     | 5:00 | Prime FC - Prime Challenge                | 11.05.2014 | Rzeszów           |                                                     |
| Wygrana   | 8-2-1  | Gheorghe Panfilii            | Poddanie (duszenie trójkątne rękoma)        | 1     | 3:32 | FEA - GP Eagles                           | 14.12.2013 | Belgrad           |                                                     |
| Wygrana   | 7-2-1  | Marcin Mencel                | Poddanie (dźwignia na staw łokciowy)        | 1     | 1:52 | Bushido Lithuania - Hero's 2013           | 16.11.2013 | Wilno             | Zdobył pas mistrzowski Bushido w wadze półśredniej  |
| Przegrana | 6-2-1  | Aleksiej Nazarow             | Decyzja (jednogłośna)                       | 3     | 5:00 | Legend - Emelianenko vs. Sapp             | 25.05.2013 | Moskwa            |                                                     |
| Wygrana   | 6-1-1  | Jonathan Leon                | Poddanie (dźwignia prosta na staw łokciowy) | 1     | 4:21 | Quatro's Promotions - Fight Night 2       | 13.02.2013 | Wyspy Kanaryjskie |                                                     |
| Wygrana   | 5-1-1  | Kiene Trottman               | TKO (ciosy pięściami)                       | 1     | 3:51 | Bushido Lithuania - vol. 53               | 30.11.2012 | Londyn            |                                                     |
| Wygrana   | 4-1-1  | Tye Palmer                   | Poddanie(duszenie)                          | 1     | 3:58 | Bushido Lithuania - Hero's Lithuania 2012 | 10.11.2012 | Wilno             |                                                     |
| Przegrana | 3-1-1  | Achad Mamiedow               | Decyzja (niejednogłośna)                    | 2     | 5:00 | VMG - Vosmiugolnik                        | 31.05.2012 | Mińsk             |                                                     |
| Wygrana   | 3-0-1  | Makoto Sasaki                | TKO (ciosy pięściami)                       | 3     | 1:05 | Bushido Lithuania - Hero's Lithuania 2011 | 19.11.2011 | Wilno             |                                                     |
| Remis     | 2-0-1  | Edvardas Norkeliūnas         | Remis                                       | 3     | 5:00 | Real Fights 11                            | 09.04.2011 | Uciana            |                                                     |
| Wygrana   | 2-0    | Edvardas Norkeliūnas         | TKO (ciosy pięściami)                       | 2     | 3:35 | Bushido Lithuania - SWAT 20               | 11.03.2011 | Wiłkomierz        |                                                     |
| Wygrana   | 1-0    | Raimondas Sinica             | Poddanie (duszenie trójkątne)               | 1     | N/A  | Bushido FC: SWAT 15                       | 20.02.2010 | Malaty            |                                                     |